# التكية السليمانية (القاهرة)
التكية السليمانية تقع بشارع السروجية على ناصية عطفة الليمون وحارة أحمد باشا يكن بالقاهرة ومسجلة كأثر برقم (225). عمرها الأمير سليمان باشا عام 920هـ-1543م. استعملت هذه التكية للقادرية وبها ضريحان لبعض شيوخهم في القرن العاشر، أحدهما الشيخ إبراهيم، والآخر للشيخ عبد الرسول. وقد عرفت باسم تكية السليمانية. هناك نقش فوق باب المدخل نصه: هذه المدرسة الشريفة أنشأها في دولة السلطان الأعظم الخاقان المعظم مولى ملوك العرب والعجم كاسر رقاب الأكاسرة قامع أعناق الفراعنة الغازي في سبيل الملك المجاهد في إعلاء كلمة الله فخر سلاطين آل عثمان السلطان سليمان خان ابن السلطان سليم خان أيد الله دولته وأيد شوكته... مولانا الوزير الأعظم سليمان باشا يسره.

## وصفه
تكون التكية السليمانية من مبنى مستطيل الشكل يتوسطه صحن مكشوف تحيط به الغرف من جميع الجهات عدا الجهة الجنوبية حيث يوجد إيوان عميق بعض الشئ يتصدره محراب مجوف.
وملحق بالضلع الغربي للتكية ميضأة ودورة للمياه. وكذا مطبخ لإعداد طعام المقيمين بالتكية كما تنص على ذلك وقفية سليمان باشا.
ويعلو الدور الأول من التكية طابق ثان يحتوى على مجموعة من الغرف والخلاوى تحيط بالصحن من جميع الجهات عدا جهة القبلة التي يرتفع عقد إيوانها بحيث يشمل ارتفاع الطابقين. ويتقدم الغرف العلوية جميعها ممر يفصل بينها وبين الشرفات التي تطل على صحن التكية في الطابق الثاني وقد غطيت غرف الطابق الثاني بقباب ضحلة، ولعل هذه التكية هي أول عمارة عثمانية تغطى غرف الطابق العلوى بقباب ضحلة.
ويتقدم التكية مدخل كبير يبلغ ارتفاعه ارتفاع الطابقين، وقد زخرف هذا المدخل المعقود بكثير من الزخارف الهندسية والنباتية والكتابية، ولكن أهمها بلاطات القاشانى التي تكسو طبلة العقد العاتق التي يطلق عليها اسم (النفيس) ويؤدى المدخل إلى دركاه تحتوى على فتحتين إحداهما توصل إلى صحن التكية والثانية مقابلة لها وتؤدى إلى منزل شيخ التكية.
ويحدثنا السيد ربيع حامد خليفة عن الخزف الذي يزخرف التكية فيقول: وقد كسيت القباب الضحلة التي تغطى غرف الطابق الثاني ببلاطات خزفية ذات لون أخضر وفقا للطراز المملوكي. وقد اندثرت معظم هذه البلاطات ولم يتبق إلا أجزاء قليلة جديدة في عدة مواضع بهذه القباب.
ثم يضيف فيقول عن ظاهرة تغطية القباب بالبلاطات الخزفية فيقول: من المعروف أن تكسية رقاب القباب البلاطات الخزفية. قد ظهر بمصر منذ بداية القرن الثامن الهجري/ الرابع عشر للميلاد ثم تطورت التكسية حتى أصبحت تغطى القبة كلها في القرن التاسع الهجري/ الخامس عشر للميلاد، كما نرى ذلك في قبة السلطان الغورى ثم قباب مسجد سليمان باشا الخادم في القلعة وقبة الشيخ سعود بسويقة العزى.
أما بالنسبة للتكية السليمانية فان ظاهرة تغشية القباب الضحلة في الطابق الثاني للتكية فتعتبر الأولى من نوعها في العصر العثماني في مصر.